# Szejpiczy (obwód brzeski)
Szejpiczy (biał. Шэйпічы; ros. Шейпичи, Szejpiczi) – wieś na Białorusi, w obwodzie mińskim, w rejonie prużańskim, w sielsowiecie Zielaniewiczski. W 2009 roku liczyła 84 mieszkańców. 

## Historia
Dawniej miejscowość nosiła nazwę Szejpiaki. W II Rzeczypospolitej folwark należał początkowo do gminy wiejskiej Zelzin, a od 30 grudnia 1922 roku do gminy wiejskiej Łysków w powiecie wołkowyskim, w województwie białostockim. W 1921 roku liczył 17 mieszkańców i znajdowały się w nim 3 budynki mieszkalne. Po wkroczeniu wojsk radzieckich w 1939 roku miejscowość została włączona do Białoruskiej SRR. Od 1 stycznia 1940 roku należała do rejonu różańskiego, a od 25 grudnia 1962 roku do rejonu prużańskiego w obwodzie brzeskim. Od końca czerwca 1941 roku do lipca 1944 roku była okupowana przez wojska niemieckie. Według spisu ludności z 1959 roku wieś liczyła wówczas 306 mieszkańców. W 1970 roku populacja wyniosła 353.